# Ludwig Bemelmans
Ludwig Bemelmans (Merano, 27 de abril de 1898-1 de octubre de 1962) fue un escritor e ilustrador estadounidense de origen austrohúngaro. Colaborador habitual, tanto como columnista como ilustrador, de las principales revistas y periódicos de la época, como The New Yorker, The Saturday Evening Post y Town & Country, es más conocido como autor de los libros infantiles protagonizados por Madeline, publicados entre 1939 y 1961, adaptados para la televisión en 1960 y el cine, primero como un cortometraje en 1952 y como un largometraje en 1998.
Nombró a la protagonista de sus obras más conocidas, Madeline, por su esposa, Madeleine "Mimi" Freund.
En 1954, recibió la prestigiosa Medalla Caldecott por las ilustraciones en Madeline's Rescue.